# Dendrobium albopurpureum
Dendrobium albopurpureum es una especie de orquídea originaria de Asia.

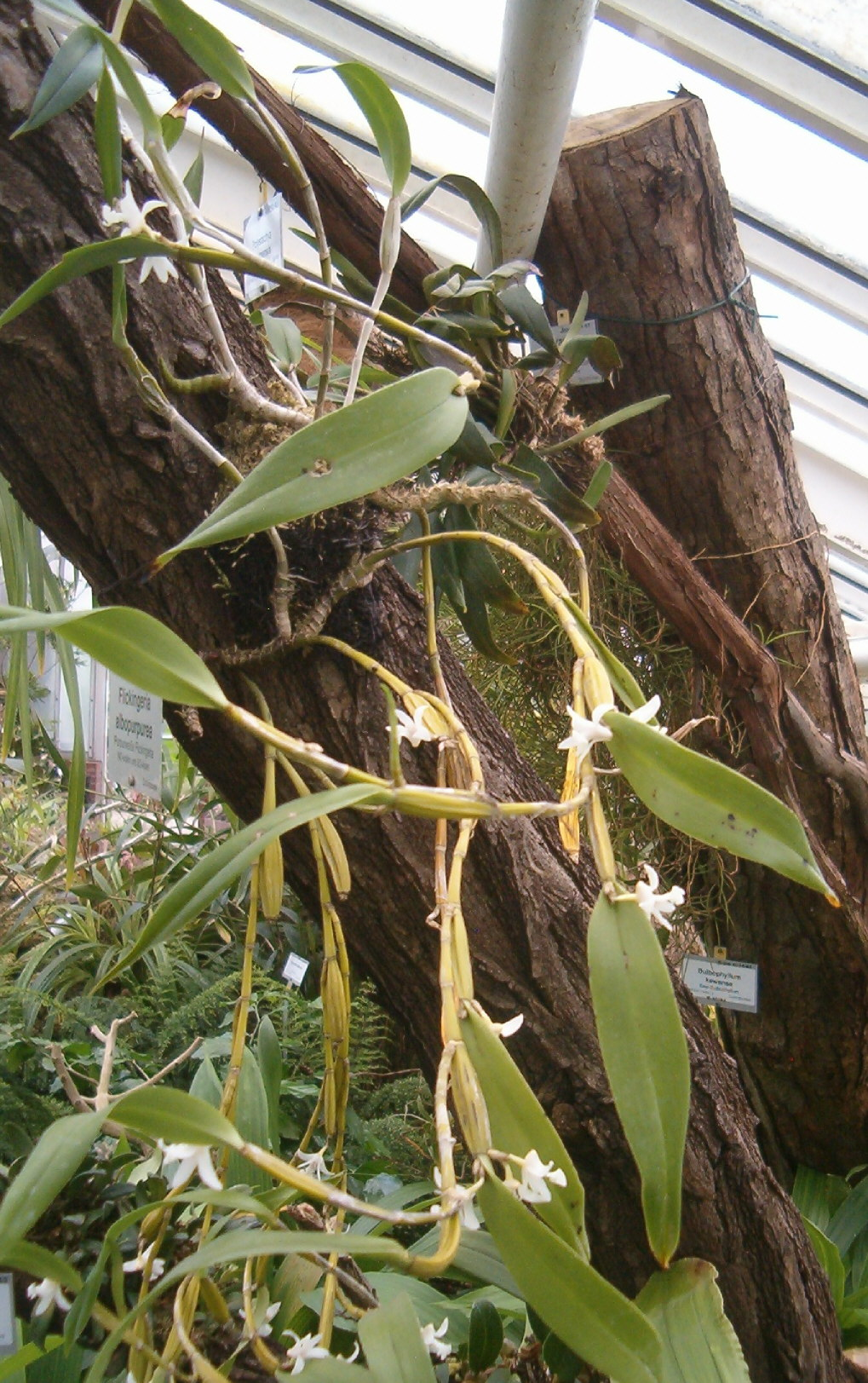
Ilustración

## Descripción
Es una orquídea de tamaño pequeño, con hábitos de epífita y con pseudobulbos cilíndricos, basales, medianos de tamaño, apicalmente hinchados, rugosos que llevan una sola hoja, apical, erecta, lineal, apicalmente aguda a obtusa, basalmente estrechándose en la base de la hoja como sesil. Florece en la primavera en una inflorescencia terminal, corta, sola  con flores de muy corta duración.

## Distribución y hábitat
Se encuentra en la cordillera del Himalaya chino, en Laos, Tailandia y Vietnam en los árboles en bosques ralos o en las rocas a lo largo de los barrancos en las elevaciones de 800 a 1700 metros.

## Taxonomía
Dendrobium albopurpureum fue descrita por  (Seidenf.) Schuit. & Peter B.Adams y publicado en Muelleria 29: 66 2011
Etimología
Dendrobium: nombre genérico que procede de la palabra griega (δένδρον) dendron = "tronco, árbol" y (βιος) Bios = "vida", en resumen significa "viven sobre los troncos de los árboles" (por su naturaleza epifita).
albopurpureum: epíteto latino que significa "blanco purpurea".
Sinonimia
- Flickingeria albopurpurea Seidenf.	[3][4]